# Trattato di indipendenza franco-siriano
Il trattato di indipendenza franco-siriano, noto anche come accordi di Viénot, fu un trattato negoziato tra Francia e Siria per garantire l'indipendenza della Siria dall'autorità francese.

## Contesto storico
Nel 1934, la Francia tentò di imporre un trattato di indipendenza che era fortemente pregiudicato a suo favore. Prometteva una graduale indipendenza ma manteneva le montagne siriane sotto il controllo francese. Il capo di Stato siriano dell'epoca, Muhammad 'Ali Bay al-'Abid, era un fantoccio della Francia. La feroce opposizione a questo trattato venne guidata dall'anziano nazionalista e parlamentare Hashim al-Atassi, che chiese uno sciopero di sessanta giorni in segno di protesta. La coalizione politica di Atassi, il Blocco nazionale, mobilitò un massiccio sostegno popolare per la sua chiamata. Infuriarono disordini e manifestazioni, e l'economia si fermò.
Il nuovo governo francese guidato dal Fronte Popolare accettò quindi di riconoscere il Blocco Nazionale come unico rappresentante legittimo del popolo siriano e inviò Hashim al-Atassi a Parigi ai per i negoziati sull'indipendenza. Viaggiò nella capitale francese il 22 marzo 1936, a capo di una delegazione di alto livello del blocco. Il trattato risultante richiedeva il riconoscimento immediato dell'indipendenza siriana come repubblica sovrana, con la piena emancipazione concessa gradualmente in un periodo di 25 anni.

## Contenuto del trattato
Il trattato garantiva l'incorporazione delle regioni druse e alawite precedentemente autonome nella Grande Siria, ma non del Libano, con cui la Francia firmò un trattato simile il 13 novembre concedendo l'indipendenza dopo un triennio e soprattutto la sua sovranità e integrità territoriale. Questa decisione si basò essenzialmente sul fatto che il Libano aveva allora una popolazione cristiana molto numerosa.
Tra le clausole più importanti del trattato si prevedeva all'ammissione della Siria alla Società delle Nazioni e l'istituzione di un esercito nazionale. Il trattato prometteva anche la riduzione dell'intervento francese negli affari interni siriani, nonché una riduzione delle truppe, del personale e delle basi militari francesi in Siria. In cambio, la Siria si impegnava a sostenere la Francia in tempo di guerra, compreso l'uso del suo spazio aereo, e a consentire alla Francia di mantenere due basi militari sul territorio siriano. Vennero incluse altre disposizioni politiche, economiche e culturali.
Il trattato venne siglato a Parigi il 9 settembre 1936, firmato a Damasco il 22 dicembre dello stesso anno, e pochi giorno dopo, il 27, ratificato dalla Camera siriana. Da parte francese la delegazione era composta da Léon Blum, presidente del Consiglio, Camille Chautemps ministro degli affari esteri, Pierre Viennot, sottosegretario di Stato facente funzione per gli affari esteri, Maurice Violette ambasciatore di Francia e Alto Commissario della Repubblica in Siria, Henri Ponsot, ex Alto Commissario della Repubblica in Siria. La delegazione siriana era composta da Hachem al-Atassi alla sua testa, accompagnato da Mustafa al-Shihabi, Fares al-Khouryi, Jamil Mardam Bey, Saadallah Bey, Dabri Naim Antaki, Emir Ali Abd-el-Khader.
Atassi tornò trionfante in Siria il 27 settembre 1936 e nel novembre fu eletto presidente della Repubblica.

### Rinuncia francese alla ratifica
Lo scoppio della seconda guerra mondiale e la minaccia emergente della Germania nazista, che avrebbe potuto capitalizzare l'eventuale rinuncia francese alle sue colonie in Medio Oriente, indusse la Francia a riconsiderare le sue promesse. Ciò, unito alle persistenti inclinazioni imperialiste in alcuni livelli del governo francese, portò la Francia a rifiutarsi di ratificare il trattato. Inoltre, la Francia in un accordo mediato dalla Società delle Nazioni, cedette nel il sangiacciato di Alessandretta alla Turchia, il cui territorio era stato garantito nel trattato franco-siriano come parte della Siria. Scoppiarono nuovamente le rivolte, Atassi si dimise e l'indipendenza siriana fu rinviata a dopo la seconda guerra mondiale, quando le ultime truppe francesi furono evacuate nel 1946.

## Delegazione siriana
| Membro              | Note                                                    |
| ------------------- | ------------------------------------------------------- |
| Hashim al-Atassi    | Il capo della delegazione, il capo del Blocco Nazionale |
| Fares al-Khoury     | Rappresentante del Blocco Nazionale                     |
| Jamil Mardam Bey    | Rappresentante del Blocco Nazionale                     |
| Saadallah al-Jabiri | Rappresentante del Blocco Nazionale                     |
| Mostafa al-Shihabi  | Ministero della Pubblica Istruzione                     |
| Edmond al-Homsi     | Ministero delle Finanze                                 |
| Naim Antaki         | Segretario                                              |
| Edmonton Rabbat     | Segretario                                              |